# مانوئل کانابال
مانوئل کانابال (انگلیسی: Manuel Canabal؛ زادهٔ ۱۰ نوامبر ۱۹۷۴) بازیکن فوتبال اهل اسپانیا است.
از باشگاه‌هایی که در آن بازی کرده‌است می‌توان به باشگاه فوتبال دپورتیوو آلاوس، باشگاه فوتبال رایو وایکانو، باشگاه فوتبال رئال مادرید، باشگاه فوتبال رئال وایادولید، باشگاه فوتبال لگانس، و باشگاه فوتبال مالاگا اشاره کرد.